# زانکت لامبرشت
زانکت لامبرشت (به آلمانی: Sankt Lambrecht) یک منطقهٔ مسکونی در اتریش است که در مورو واقع شده‌است. زانکت لامبرشت ۷۰٫۱۹ کیلومتر مربع مساحت دارد ۱٬۰۲۸ متر بالاتر از سطح دریا واقع شده‌است.